# Sarah Lane
 (octobre 2019).
Si vous disposez d'ouvrages ou d'articles de référence ou si vous connaissez des sites web de qualité traitant du thème abordé ici, merci de compléter l'article en donnant les références utiles à sa vérifiabilité et en les liant à la section « Notes et références ».
Sarah Lane, née le 3 août 1984, est une danseuse de ballet américaine. Elle est également la danseuse principale de l'American Ballet Theatre.

## Biographie
Le 7 juillet 2017, Sarah Lane a été promue au rang de première danseuse,,. Sa promotion a été annoncée à la suite de quatre prises de rôle effectuées avec succès (Giselle, Odette/Odile dans Le Lac des cygnes, la princesse Praline dans Schlagobers (en) et l'un des rôles principaux de Souvenir d'un lieu cher) dans le cadre de la saison 2017 de l'American Ballet Theatre au Metropolitan Opera.